# Чобанова Ніна Олександрівна
Ніна Олександрівна Чобанова (26 березня 1926 — 16 січня 2015) — завідувачка ферми колгоспу «Ленінський промінь» Красногорського району Московської області, Герой Соціалістичної Праці (1971).

## Біографія
Народилася 26 березня 1926 року в селі Павловка (нині — Тамалинського району Пензенської області) в сім'ї інженера-будівельника і домогосподарки.
Сім'я постійно кочувала з будівництва на будівництво. У роки Другої світової війни батько відповідав за постачання паливом Пензенської області і ешелонів, що проходили на фронт. Мати хворіла і померла, коли Ніні було 15 років.
Батько загинув на фронті, і Ніна працювала у складі трудового фронту на торфозаготовках в Московській області під Ногінськом.
В 1944 році внаслідок нещасного випадку отримала травму хребта. Лікарі Ногінська зуміли поставити на ноги сироту.
У 1946 році разом з підприємством переїхала в Кольчиху Красногорського району. У 1950 році за призовом комсомолу прийшла працювати на ферму дояркою. У 1953 році видала перший рекордний надій, в 1957 році збільшила результат, за що нагороджена значком ЦК ВЛКСМ «Молодий передовик виробництва».
У 1960-ті роки вступила до комуністичної партії, тричі обиралася членом обкому партії, три скликання — членом обласної Ради депутатів трудящих, чотири рази була учасником ВДНГ, нагороджена бронзовою, срібною та золотою медалями ВДНГ. У 1968 році стала ударником комуністичної праці.
З 1963 року працювала завідувачкою ферми в Петрово-Дальньому. За високі успіхи в розвитку сільського господарства в 1971 році удостоєна звання Героя Соціалістичної Праці.
З 1988 року — персональний пенсіонер союзного значення.
Померла 16 січня 2015 року.